# Moho (программа)
Moho (ранее Anime Studio) — программное обеспечение компании Smith Micro Software для создания векторной 2D анимации и графики. Поставляется в двух различных версиях: Anime Studio Debut и Anime Studio Pro. Первая имеет ограниченную функциональность и подходит для любителей и новичков. Версия Pro — полноценный инструмент для создания профессиональной анимации.

## История
Изначально программа разрабатывалась под названием «Moho». Первая версия была создана Майком Клифтоном в 1999 году. По состоянию на 2014 год Майк занимает должность ведущего разработчика Anime Studio в Smith Micro Software.
| Версия | Дата релиза | Издатель    | Изменения |
| ------ | ----------- | ----------- | --- |
| 1.0    | 1999        | LostMarble  | Первая версия |
| 5.6    | 2006        | LostMarble  | В 2006 году вышла последняя версия Moho 5.4. Тогда же было решено сменить имя продукта на близкое к японскому стилю анимации, чтобы привлечь поклонников манги, нуждающихся в творческой реализации. С версии 6 программа стала выпускаться под названием Anime Studio. Эта же версия была последней для операционной системы Linux. |
| 7.0    | 09/06/2010  | Smith Micro | Добавлены функции физики, создания 3D и улучшенный интерфейс. |
| 8.1    | 08/06/2011  | Smith Micro | Появились мастер персонажей, послойный импорт файлов Photoshop и синхронизация с медиа в реальном времени. Первое обновление Anime Studio версии 8.1 поддерживало новый Poser 9 SDK и Multi-touch API графических планшетов Wacom.                                                                                                   |
| 9.0    | 10/09/2012  | Smith Micro | Новые функции: смарт-кости, ручное редактирование анимационных каналов и значительные усовершенствования таймлайна, ключевых кадров и просвета. |
| 9.5    | 2013        | Smith Micro | |
| 10.0   | 04/03/2014  | Smith Micro | Появились серьёзные улучшения в контроле костей, новые инструменты рисования, отдельный рендер, многодокументный интерфейс с вкладками, GPU-ускорение и автоматическая проверка обновлений |
| 11.0   | 2015        | Smith Micro | |
| 12.0   | 2016        | Smith Micro | 12 версия программы вышла под начальным названием Moho. |
| 12.5   | 2018        | Smith Micro | |

## Возможности
- Векторная графика построена не на кривых Безье как у большинства подобных программ, а на собственной технологии узловых точек.
- В основе анимации лежит векторный морфинг, то есть плавное «перетекание» одного ключевого кадра в другой.
- Поддержка графических планшетов (распознаётся сила нажатия пера и Multi-touch на планшетах Wacom).
- Различные типы слоёв для реализации определённых видов задач: векторный и растровый (содержат векторную и растровую графику), групповой (соединяют вместе слои разного типа), костяной (групповые слои, позволяющие управлять графикой с помощью костей), переключатель, частицы (генераторы частиц), примечание, аудио слой, заплатка, 3D слой.
- Анимация слоёв и векторных форм.
- Костная анимация графики. Поддерживается инверсная и прямая кинематика.
- Анимация порядка слоёв.
- Стили для контуров и заливок.
- Маски и различные эффекты.
- 3D пространство и анимация.
- Импорт и анимация костями 3D объектов.
- Анимируемая камера.
- Просвет.
- Технология смарт-костей позволяет автоматизировать процесс создания анимации.
- Редактирование анимационных каналов с помощью кривых Безье.
- Встроенный физический движок.
- Автоматическая синхронизация рта персонажа со звуком произносимой речи.
- Импорт различных медиафайлов. Распознаётся альфа-канал в PNG и видео.
- Экспорт в .SWF, но без определённых эффектов, которые не являются частью .SWF формата. Экспорт форматов видео и изображений в любом разрешении, с поддержкой альфа-канала.
- Расширяемость за счёт скриптов на языке программирования Lua. Можно создавать собственные дополнительные инструменты и скачивать имеющиеся на сайте программы.